# Włodzimierz Połoszynowicz
Włodzimierz Połoszynowicz (ukr. Володимир Полошинович, ur. w 1865, zm. 9 października 1914 w Szczawnem) – ksiądz greckokatolicki, członek Rady Powiatowej i Wydziału Powiatowego powiatu sanockiego.
Wyświęcony w 1889. Żonaty. W latach 1889–1894 administrator parafii w Kamiannej, w latach 1894–1896 proboszcz tamże, od 1896 do śmierci proboszcz parafii w Szczawnem.